# Kožnatka floridská
Kožnatka floridská (Apalone ferox) je druh želvy z čeledi kožnatkovití.

## Popis
Krunýř kožnatky floridské je velký až 60 cm. Její zbarvení je olivové nebo hnědé. Žije na jihovýchodě Spojených států amerických, hlavně na Floridě. Je všežravá, ale dává přednost masu.
Hnízdění probíhá většinou na jaře. Pokaždé snese samice asi 20 vajec. Doba inkubace je 60–70 dní. Mláďata mají nažloutlé zbarvení s tmavými skvrnami. 